# Leptogryllus
Leptogryllus é um género de insecto da família Gryllidae.
Este género contém as seguintes espécies:
- Leptogryllus apicalis Perkins, 1910
- Leptogryllus deceptor Perkins, 1910
- Leptogryllus elongatus Perkins, 1899
- Leptogryllus forficularis (Brunner von Wattenwyl, 1895)
- Leptogryllus fusconotatus Perkins, 1899
- Leptogryllus hanaula Otte, 1994
- Leptogryllus haupu Otte, 1994
- Leptogryllus kaala Otte, 1994
- Leptogryllus kainalu Otte, 1994
- Leptogryllus kauaiensis Perkins, 1899
- Leptogryllus kawela Otte, 1994
- Leptogryllus kipahulu Otte, 1994
- Leptogryllus kohala Otte, 1994
- Leptogryllus lanaiensis Otte, 1994
- Leptogryllus luteus Otte, 1994
- Leptogryllus mauiensis Otte, 1994
- Leptogryllus mauumae Otte, 1994
- Leptogryllus molokai Otte, 1994
- Leptogryllus montgomeri Otte, 1994
- Leptogryllus nigrolineatus (Perkins, 1899)
- Leptogryllus nigromaculatus Perkins, 1899
- Leptogryllus oahuensis Otte, 1994
- Leptogryllus ookala Otte, 1994
- Leptogryllus perkinsi Otte, 1994
- Leptogryllus poamoho Otte, 1994
- Leptogryllus similis Perkins, 1899
- Leptogryllus simillimus Perkins, 1899
- Leptogryllus waikemoi Otte, 1994